# 甲申政变
甲申政变又称甲申革命、甲申事變、开化党政变。1884年（甲申年）12月4日（农历10月17日）在朝鲜王朝发生的一次武力政变，激進派開化黨為了掌權，發兵挾持朝鮮高宗，並殺害穩健派勳貴，但事變第三日，被駐朝清軍將領袁世凱等人平定，故稱甲申事變，三日天下。

## 背景
19世纪中后期，世界资本主义大潮冲击东亚。中国开始洋务运动，而日本出现明治维新，但朝鲜依然闭关锁国。朝鲜的一些青年人（金玉均等）受日本明治维新影响，打算借助日本力量进行政变，推翻朝鲜守旧势力，进行资本主义改革，使朝鲜独立，走上资本主义强国之路。
但同一時間，日本打算称霸东亚，希望有机会控制朝鲜。清朝在和西方交惡後，不希望丢失属国朝鲜，因此对朝鲜加强控制，中法战争中，清朝将驻扎在朝鲜的军队撤走一部分与法国作战，削弱了对朝鲜的控制。

## 过程

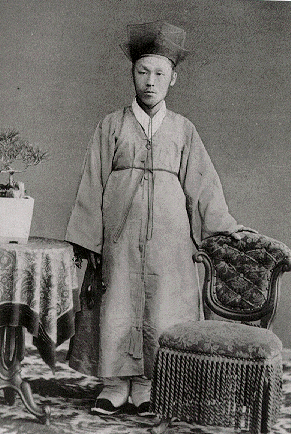
金玉均

1884年11月，金玉均、朴泳孝等和日本驻朝公使竹添进一郎密议政变，得到竹添进一郎的支持。12月4日，洪英植的京城典洞邮政局举行开业典礼，晚间开设宴会，朝鲜大臣纷纷出席，金玉均令人在王宫内放火多次后成功，闵妃外戚闵泳翊外出查看火灾时遭开化党人砍伤。闵泳翊逃回宴会现场，引起大乱，出席宴会的事大黨大臣纷纷逃离现场，使开化党的暗杀计划未能成功。金玉均、朴泳孝、徐光范等人遂又进入王宫，指使内应在宫内制造爆炸，趁机挟持国王李㷩，将其迁入景佑宫。矫诏称清军作乱，要求日军支援王宫。日军借此机会占领朝鲜王宫，开化党人又矫诏诱骗事大黨大臣入宫觐见护驾，伺机暗杀，李祖渊、韩圭稷、赵宁夏、闵泳穆、闵台镐等被杀害。
开化党宣布改革，内容有朝鲜独立，废除向中國进贡，改革内政、改革税制，废除门阀制度，废除宦官，庶民平等；以才择人，以人择官等。12月6日在事大黨要求下，袁世凯、吴兆有、张光前等率领清军突入朝鲜王宫，击败开化党人和日军，将李熙解救。竹添进一郎事败后，自焚使馆，率部逃亡仁川的日本领事馆，甲申政变结束。洪英植被百姓所诛，其余开化党人均流亡日本。

## 影响
事变后，日本派全权大臣井上馨至朝鲜，并带兵舰六艘，载陆军登济物浦（今仁川）。在随后的交涉中，日方推卸全部责任，并强使朝鲜签署《汉城条约》，内中日本提出朝鲜做到五条：一，修书谢罪；二，撫恤事件中日本受害人十一万圆；三，杀磯林大尉之凶手处以极刑；四，建新的日本使館，朝鲜出土地房屋及二万元工資；五，新館附屬的衛隊宿舍照壬午續約第五款施行。朝鲜全部答应。:139
中日签定《中日天津会议专条》，日本虽然撤走了驻朝军队，但却获得了随时可派兵到朝鲜的特权，清兵撤出朝鲜，兩國的交惡，與日本決心大力擴充海軍，为日后甲午战争埋下定时炸弹。朝鲜也就此失去了通过改革走向资本主义的机会。

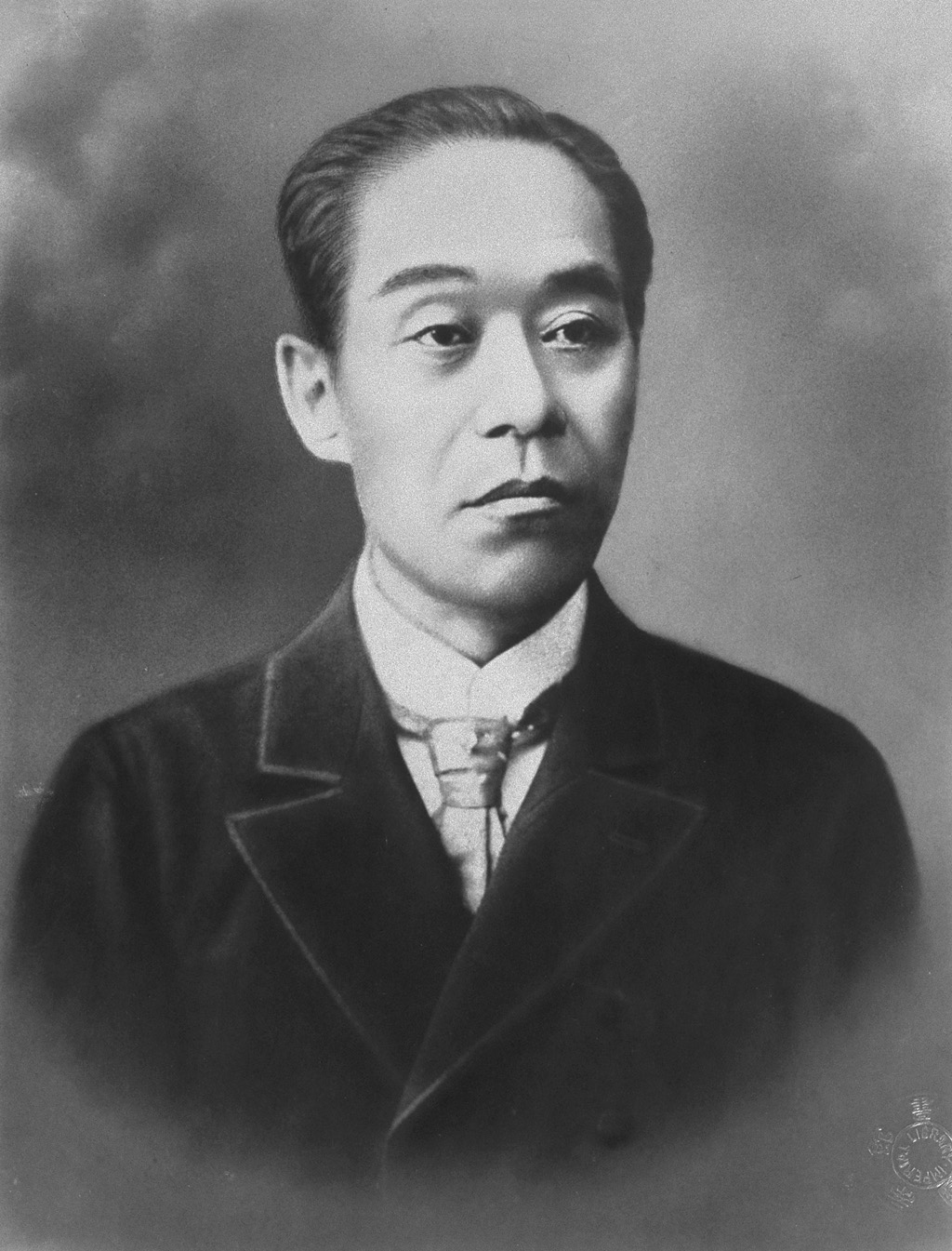
福泽谕吉

此外，包括幼儿在内的朝鲜开化党成员家属被朝鲜政府杀害，使得日本思想家福泽谕吉极其失望，提出脱亚论。

## 观点
这次政变没有民間和朝鲜政权内部人士支持，再加上清朝干涉而被阻止。同時开化派不顾民间反日思潮（過去日本也曾於明朝攻打朝鲜）而尋求日本支持，可能是其失败的最大原因。
金日成的父亲金亨稷对甲申政变以“三日天下”告终，深表惋惜。他曾说，开化党提出的革新政纲中，关于人权平等、废除门阀、录用人才、暗示废除对清朝的藩屬关系的独立思想等，都是进步的。金玉均的政变落得“三日天下”的命运的主要原因之一，就是改革派不相信平民的力量，而只依靠了宫廷内部势力，应该从他们的失败中吸取教训。金日成认为金玉均是出类拔萃的人物，如果他的改革运动没有失败，也许朝鲜的近代史会是另一个样子。然而金玉均在改革运动中没有注重与百姓结合的问题，这显然是错误的。但若因为他依靠了日本的力量，就把他批评为亲日派，那就会陷于虚无主义。他利用日本力量的目的并不在于進行亲日的改革，而是基于对当时力量对比关系的精细考虑，要使之有利于开化党一边。这在当时是不可避免的策略。

## 外部連結
- 开化党发动政变 （页面存档备份，存于）
- 甲申政變[永久] 
- 甲申政變 
- 甲申政變 （页面存档备份，存于） 
- 甲申政變[永久] 